# David Davis (piłkarz ręczny)
David Davis Cámara (ur. 25 października 1976 roku w Granollers) – hiszpański piłkarz ręczny, reprezentant kraju. Obecnie występuje w drużynie FC Porto. Gra na pozycji lewoskrzydłowego. W 2006 roku zdobył srebrny medal Mistrzostw Europy.
Zdobył brązowy medal olimpijski podczas Igrzysk Olimpijskich 2008 w Pekinie.
W 2005 roku w Tunezji wywalczył mistrzostwo Świata. W finale ekipa Hiszapnii pokonała Chorwację 40:34.

## Sukcesy

### Mistrzostwa Hiszpanii
- (2007, 2008, 2009, 2010)

### Puchar Króla
- (2012)
- (2006)

### Superpuchar Hiszpanii
- (2007, 2010)
- (2008, 2009)

### Liga Mistrzów
- (2006, 2008, 2009)
- (2005)
- (2010)

### Klubowe Mistrzostwa Świata
- (2009, 2010)